# Гринко, Евгений Прокопьевич
Евгений Прокопьевич Гринко — советский хозяйственный, государственный и политический деятель.

## Биография
Родился в 1910 году. Член КПСС.
С 1931 года — на хозяйственной, общественной и политической работе. В 1931—2000 гг. — инженер-судостроитель, конструктор в Приморском КБ, главный инженер судоверфи Дальгосрыбтреста, главный инженер Азовской судоверфи, начальник судопроектного отдела Гипрорыбы, директор Государственного исследовательского и проектного института рыбной промышленности, консультант Государственного
института по проектированию предприятий рыбного хозяйства.
За создание плавучих рыбоконсервных заводов типа «Кораблестроитель Клопотов» проекта 398, организацию их серийной постройки и внедрение в эксплуатацию был в составе коллектива удостоен Государственной премии СССР в области техники 1974 года.
Умер в Москве в 2005 году.